# Капшозеро
Капшозеро (рус. Капшозеро; веп. Kapšjärv) моренско је језеро на северозападу европског дела Руске Федерације. Налази се на територији Тихвинског рејона, на крајњем истоку Лењинградске области. Географски припада подручју Вепског побрђа. Из њега отиче река Капша преко које је повезано са басеном реке Неве и Балтичког мора.
Са максималном дужином од 13 километара, и ширином од свега 1 километра језеро има доста издужену физиномију. Укупна површина акваторије је 4 км², док је површина сливног подручја око 362 км².
Занимљиво је да се језеро Капшо на карти Новгородског намесништва из 1792. помиње под именом Коробинско језеро, док се у Индексу насељених места Новгородске губерније из 1910. води под именом Корбенско језеро.